# Dois Quartos
 (février 2018).
Si vous disposez d'ouvrages ou d'articles de référence ou si vous connaissez des sites web de qualité traitant du thème abordé ici, merci de compléter l'article en donnant les références utiles à sa vérifiabilité et en les liant à la section « Notes et références ».
Albums de Ana Carolina
Ana & Jorge: Ao Vivo
(2005) Multishow Ao Vivo: Dois Quartos
(2006)
Singles
1. Rosas
2. Ruas de Outono
3. Aqui
4. Carvão

Dois Quartos est un double album, le quatrième en studio, de la chanteuse pop MPB brésilienne Ana Carolina, sorti en novembre 2006.
L'album connaît une seconde vie, en 2007, grâce à la réédition des deux CD sous forme d'albums séparés sous leur nom respectif de Quarto et Quartinho.
Dois Quartos est certifié disque de platine (au moins 100 000 exemplaires vendus), au Brésil en 2007, par l'ABPD.

## Liste des titres
| Quarto | Quarto                              | Quarto                                   | Quarto | Quarto | Quarto | Quarto | Quarto | Quarto | Quarto |
| No     | Titre                               | Musique                                  | Durée  |        |        |        |        |        |        |
| ------ | ----------------------------------- | ---------------------------------------- | ------ | ------ | ------ | ------ | ------ | ------ | ------ |
| 1.     | Nada te Faltará (feat. Lokua Kanza) | Ana Carolina, Antônio Villeroy           | 4:37   |        |        |        |        |        |        |
| 2.     | Tolerância                          | Carolina, Villeroy                       | 3:47   |        |        |        |        |        |        |
| 3.     | Ruas de Outono                      | Carolina, Villeroy                       | 3:58   |        |        |        |        |        |        |
| 4.     | Aqui                                | Carolina, Villeroy                       | 4:18   |        |        |        |        |        |        |
| 5.     | Rosas                               | Villeroy                                 | 3:35   |        |        |        |        |        |        |
| 6.     | Um Edifício no Meio do Mundo        | Carolina, Jorge Vercilo                  | 3:22   |        |        |        |        |        |        |
| 7.     | Vai                                 | Simone Saback                            | 4:36   |        |        |        |        |        |        |
| 8.     | O Cristo de Madeira                 | Carolina                                 | 3:07   |        |        |        |        |        |        |
| 9.     | Eu Comi a Madona                    | Carolina, Mano Mello, Villeroy, Alvin L. | 2:17   |        |        |        |        |        |        |
| 10.    | 1.100,00 (Nega Marrenta)            | Carolina, Aleh                           | 2:57   |        |        |        |        |        |        |
| 11.    | Chevette                            | Carolina                                 | 2:02   |        |        |        |        |        |        |
| 12.    | Notícias Populares                  | Carolina                                 | 3:09   |        |        |        |        |        |        |
| 41:52  |                                     |                                          |        |        |        |        |        |        |        |

| Quartinho | Quartinho                                      | Quartinho                                | Quartinho | Quartinho | Quartinho | Quartinho | Quartinho | Quartinho | Quartinho |
| No        | Titre                                          | Musique                                  | Durée     |           |           |           |           |           |           |
| --------- | ---------------------------------------------- | ---------------------------------------- | --------- | --------- | --------- | --------- | --------- | --------- | --------- |
| 1.        | La Critique (instrumental) (feat. Lokua Kanza) | Carolina, Dunga, Nilo Romero, Villeroy   | 5:21      |           |           |           |           |           |           |
| 2.        | Então Vá Se Perder                             | Carolina                                 | 5:42      |           |           |           |           |           |           |
| 3.        | Carvão (Guest : Marco Pereira)                 | Carolina                                 | 3:26      |           |           |           |           |           |           |
| 4.        | Manhã                                          | Aleh, Carolina, Villeroy, Bebeto Alves   | 5:14      |           |           |           |           |           |           |
| 5.        | Homens E Mulheres                              | Carolina                                 | 4:45      |           |           |           |           |           |           |
| 6.        | Corredores                                     | Carolina                                 | 4:59      |           |           |           |           |           |           |
| 7.        | Sen.Ti.Mentos (instrumental)                   | Carolina                                 | 4:46      |           |           |           |           |           |           |
| 8.        | Cantinho                                       | Carolina, Gastão Villeroy                | 2:16      |           |           |           |           |           |           |
| 9.        | Eu Não Paro                                    | Carolina, Dudu Falcão, Lula Queiroga     | 4:29      |           |           |           |           |           |           |
| 10.       | Claridade                                      | Aleh, Carolina                           | 4:44      |           |           |           |           |           |           |
| 11.       | Milhares De Sambas                             | Carolina                                 | 1:59      |           |           |           |           |           |           |
| 12.       | Eu Comi a Madona (Remix DJ Zé Pedro)           | Alvin L., Carolina, Villeroy, Mano Mello | 3:36      |           |           |           |           |           |           |
| 51:19     |                                                |                                          |           |           |           |           |           |           |           |

## Crédits

### Membres du groupe et orchestre
- Ana Carolina : guitare, guitare acoustique, pandeiro
- Dunga : basse, guitare, guitare acoustique
- Nilo Romero : basse, guitare acoustique, synthétiseur
- Tuco Marcondes : guitare, guitare acoustique, autoharpe
- Vinicius Rosa : guitare, guitare acoustique
- Antônio Villeroy, Marcelo Câmer : guitare acoustique
- Billy Brandão, Gonzalo Aloras, Marcelo Sussekind : guitare
- Artur Maia, Guillermo Vadalá, Guto Graça Mello : basse
- Marcelo Costa : batterie, percussions
- Cesinha, Ezequiel Ghilardi, Jean Dolabella, Jurim Moreira, Ronaldo Silva : batterie
- Enio Taquari, Leonardo Reis, Daniel Buira : percussions
- Sacha Amback : piano, sampler, orgue, claviers
- Carlos Trilha, Leandro Bulacio, Paulo Calasans : claviers
- Jorjão Barreto : piano
- Paulinho Trompete : trombone, trompette
- Marcelo Costa : pandeiro
- Mariano Cigna, Ubirajara Correia : bandonéon
- Jurema Lourenço, Jussara Lourenço : chœurs
- Abrahão Saraiva, Alexandre Zappelini, David Walther, Harry Shirinian, Marie-Christine Bessler, R. Tischer, Ricardo Kubala, Roland Kato, Sam Formicola, Vicki Miskolczy, William Rodrigues : altos
- Ana Chamorro, Armen Ksajikian, Braulio Marques Lima, Christina Soule, Gustavo Pinto, Hugo Vargas Pilger, Julio Cerezo Ortiz, Larry Corbett, Lui Coimbra, Stephen Erodody : violoncelles
- Adriano José De Mello, Alejandro Ramírez, Alex Braga, Alexandre Cunha, Alyssa Park, Assa Drori, Bernardo Bessler, Cláudio Miqueletti, Darius Campo, Dorin Serban Tudoras, Eliane Tokeshi, Jennifer Munday, Jennifer Walton, Johana Krejci, Jorge Salim Filho, Josefina Vergara, José Alves, Katia Popov, Kevin Connolly, Laércio Diniz, Luis Brito, Mauricio Takeda, Miran Kojian, Natalie Leggett, Patricia Johnson, Phillip Levy, Rebecca Bunnell, Robin Olson, Ronald Folsom, Simplício Simplício Soares, Tamara Hatwan : violons

### Équipes technique et production
- Production : Ana Carolina, Marcelo Sussekind, Guto Graça Mello, Afo Verde
- Producteur délégué : Jerry Burgos
- Mastering : Carlos Freitas
- Mixage : Marcelo Sabóia
- Programmation : Damien Seth, Dunga, Guto Graça Mello, Marcelo Sabóia, Nilo Romero, Sérgio Ricardo
- Direction : Guto Graça Mello, Jorge Calandrelli, Lui Coimbra, Sacha Amback
- Arrangements : Ana Carolina, Carlos Trilha, Guto Graça Mello, Jorge Calandrelli, Marcelo Costa, Paschoal Perrota
- Arrangements (cordes) : Lui Coimbra, Sacha Amback
- A&R : Andre Mattos, Bruno Batista

## Certifications
| Pays          | Format | Certification | Ventes   |
| ------------- | ------ | ------------- | -------- |
| Brésil - ABPD | CD     | Platine       | 100 000+ |